# Oleanaan

Oleanaan C30H52

Oleananen zijn chemische verbindingen die karakteristiek zijn voor bedektzadigen. Ze worden ook aangetroffen in fossiele voorlopers van deze bloemplanten, de Bennettitales (Cycadeoidales) uit het Krijt.
Oleananen worden gebruikt om de herkomst van verschillende soorten koolwaterstoffen vast te stellen.